# Mantas Kalnietis
Mantas Kalnietis (nacido el 6 de septiembre de 1986 en Kaunas) es un exjugador de baloncesto lituano. Mide 1,96 metros, y jugaba en la posición de base.

## Equipos
- 2003-2006  Žalgiris-Sabonis
- 2006-2012 Žalgiris Kaunas
- 2012-2015 Lokomotiv Kuban
- 2015-2016 Žalgiris Kaunas
- 2016-2018 Olimpia Milano
- 2018-2019 ASVEL Lyon-Villeurbanne
- 2019-2021 Lokomotiv Kuban
- 2021-2023 Žalgiris Kaunas

## Palmarés
- Liga Báltica: 3 Žalgiris Kaunas: 2007-2008, 2009-2010, 2010-2011
- Supercopa de Italia (1):  2017.